# Codificación cowboy
La codificación Cowboy es una metodología desarrollo de software donde los programadores tienen autonomía sobre el proceso de desarrollo. Esto incluye el control de la programación del proyecto, los lenguajes, los algoritmos, las herramientas, los frameworks y el estilo de codificación.
Un codificador cowboy puede ser un desarrollador solitario o parte de un grupo de desarrolladores que trabajan con un proceso o disciplina mínimos. Usualmente ocurre cuando hay poca participación de los usuarios de negocios o la administración los controla solo aspectos que no son de desarrollo, el proyecto, como los objetivos generales, los cronogramas, el alcance y las imágenes (el "qué", pero no el "cómo").[cita requerida]
La "codificación Cowboy" comúnmente ve el uso como un término derogatorio cuando se compara con metodologías de desarrollo de software más estructuradas.